# Sjoestedtacris validipes
Sjoestedtacris validipes är en insektsart som beskrevs av Baehr 1992. Sjoestedtacris validipes ingår i släktet Sjoestedtacris och familjen gräshoppor. Inga underarter finns listade i Catalogue of Life.